# Katholische Schule Bremerhaven
Die Katholische Schule Bremerhaven (KSB) ist ein Schulzentrum im Bremerhavener Stadtteil Mitte. Dieses besteht aus den beiden Abteilungen Grundschule Stella Maris und der Edith-Stein-Schule, einer Oberschule mit gymnasialem Zweig. Träger der Schule ist die Stiftung Katholische Schule des Bistums Hildesheim. Auf dem Campus der Schule befindet sich neben der schuleigenen Sporthalle die Kirche St. Marien sowie das zugehörige Pfarrhaus.

## Geschichte des katholischen Schulwesens in Bremerhaven
Mit Gründung und Ausbau der Städte Bremerhaven und Geestemünde in der ersten Hälfte des 19. Jahrhunderts begann vor allem ab den 1840ern ein Zuzug von Katholiken in eine zuvor ausschließlich protestantisch geprägte Region. Seelsorgerische Aktivitäten der katholischen Kirche folgten dieser Entwicklung, nicht zuletzt aufgrund der vielen Auswanderwilligen katholischer Herkunft vor Ort. Teil dieser Aktivitäten war von Anfang an ein Bemühen um eine katholische Schule in Bremerhaven, das vom zuständigen Priester Goltermann als „Stützpunkt zur Verbreitung unseres h[eiligen] Glaubens im protestantischen Norden“ bezeichnet wurde.
1858 wurde nach sporadischem Unterricht eine erste katholische Schule behelfsmäßig im Geestemünder Ortsteil Geesthelle mit 12 Schülern eingerichtet, nachdem die Gründung einer katholischen Schule in Bremerhaven vom Bremer Senat untersagt wurde. Seit ihrer Gründung stieg die Zahl der Schüler kontinuierlich an. 1867 besuchten bereits 65 Schulkinder die Schule. Im selben Jahr wurde die Schule auf Wunsch der Kirche als öffentliche Konfessionsschule anerkannt. 1892 wurde sie kommunalisiert; die Trägerschaft wechselte damit an die Stadt Geestemünde. 1902 zog die Schule in das Gebäude der sogenannten Paschschule, deren Namen sie ab dann trug. 1904 betrug die Zahl der unterrichteten Kinder der Schule 575.
1878 wurde eine katholische Schule in Lehe gegründet. Dies geschah auch auf Betreiben örtlicher katholischer Unternehmer, insbesondere des Petroleumhändlers Wilhelm Anton Riedemann. Anders als das Gebäude der Schwesterschule in Geestemünde entsprach das gekaufte Gebäude an der heutigen Ecke Hafenstr./Am Siel den Notwendigkeiten eines Schulgebäudes in besonderem Maße. Die Zahl der Schülerschaft stieg in den kommenden Jahren deutlich an. 375 Kinder wurden 1904 hier unterrichtet. Ein Jahr zuvor zog die Schule in einen Neubau an der heutigen Potsdamer Straße, der fortan als Uhlandschule bezeichnet wurde. 1907 wurde auch die Uhlandschule kommunalisiert.
Somit bestand bis dahin keine katholische Schule auf dem damaligen Gebiet Bremerhavens. Die Kommunalisierung der Schule in Lehe führte zu hohen Schulgeldforderungen an die in Bremerhaven wohnhaften Familien, die ihre Kinder an die Uhlandschule schickten. Um eine Abwanderung von Schülern hin zu den öffentlichen oder anderen konfessionellen Schulen zu vermeiden, wurde die Gründung einer katholischen Privatschule in Bremerhaven angezielt. Nach schwierigen Verhandlungen mit der Stadt Bremerhaven begann der Unterricht an der neu eingerichteten katholischen Schule Bremerhaven am 10. Oktober 1910. Im selben Jahr besuchten alle drei Schulen 970 Kinder, die von 23 Lehrkräften unterrichtet wurden.
Im Jahr 1939 wurden die Paschschule und die katholische Privatschule in Bremerhaven trotz Protestes der Eltern und Priester aufgelöst. Die Uhlandschule wurde vollständig verstaatlicht.
Unmittelbar nach dem Zweiten Weltkrieg wurden die Schulen wieder eingerichtet und als Uhlandschule mit drei Abteilungen als öffentliche Bekenntnisschule fortgeführt. Das Bremer Privatschulgesetz von 1956 verbot die Weiterführung der Uhlandschule in seiner bis dahin bestehenden Form. Anstatt einer öffentlichen Bekenntnisschule sollten konfessionelle Schulen nur als Privatschulen erlaubt sein. Nur die Hälfte der Personalkosten sollten von allen Kosten für den Betrieb der Schule fortan vom Staat übernommen werden. Eine darüber hinaus gehende Unterstützung sollte nicht stattfinden. 1964 lief der Typus der bestehenden Bekenntnisschule aus.
Von Seiten der katholischen Bevölkerung in der Stadt bestand nach wie vor ein großes Interesse am Fortbestand eines katholischen Schulwesens in der Stadt. Als Akt „eines letzten Aufblühens der katholischen Volkskirche“ des Nachkriegs-Bremerhavens gründeten die Bischöfe von Hildesheim und Osnabrück 1966 den „Gesamtverband der katholischen Kirchengemeinden in Bremerhaven“ als Träger des katholischen Schulwesens. Da die Mittel des Gesamtverbandes zur Finanzierung für Bau und Unterhalt der Schulgebäude nicht ausreichend waren, wurde diese vom Bistum Hildesheim unterstützt. Ebenso wurden die Bauvorhaben durch die Zentrale für Ordens- und Privatschulen in Köln finanziell gefördert.
Zunächst wurde 1959 an der Stelle der katholischen Konfessionsschule in Bremerhaven-Mitte eine neue Privatschule gegründet, die jedoch bald an ihre Grenzen stieß. Zu ihrer Entlastung wurden in den Bremerhavener Stadtteilen drei neue Grundschulen errichtet:
- Alfred-Delp-Schule im Stadtteil Lehe (1965–2011),
- die Johannesschule im Stadtteil Geestemünde (1966–2011) und
- die Sankt-Ansgar-Schule im Stadtteil Leherheide (1967–2016).

Unmittelbar neben der bis dahin bestehenden Schule im Ortsteil Mitte wurde 1974 die Edith-Stein-Schule als Realschule neu gegründet. In dem hierfür im selben Jahr errichteten Neubau ist sie bis heute beheimatet.
Der über sechs Millionen DM teure Bau wurde am 11. Juni 1974 von Bischof Heinrich-Maria Janssen eingeweiht. Der damalige Schulleiter Heinrich Thien erinnerte sich: „In seiner Ansprache betonte er, dass mit diesem Bau, dem vierten innerhalb von 10 Jahren, in Bremerhaven ein großartig Schulwerk entstanden sei, um das die Katholiken bewundert würden.“
Die Personalgewinnung stellte sich in der Neugründungsphase als großes Problem dar, auch deshalb, da aus der auslaufenden Konfessionsschule, die sich in staatlicher Trägerschaft befand, keine Lehrperson bereit war, ihre Stellung zugunsten des neuen Projektes aufzugeben. Um Abhilfe zu schaffen, wurden Verbindungen zur pädagogischen Hochschule Vechta geschaffen.
Als erste Grundschulen in Bremerhaven führten die katholischen Grundschulen ab 1968 einen Vorschulkindergarten ein. Diese Einführung steigerte das Elterninteresse an diesen Schulen deutlich, was sich in den Einschulungszahlen niederschlug. Eine weitere Besonderheit der Katholischen Schule war die Förderung der Kinder von Arbeitsmigranten. Da diese überwiegend aus den katholisch bevölkerten Ländern stammten, meldeten diese ihre Kinder an der Katholischen Schule an. Auf Betreiben der Schule wurden Lehrkräfte mit den Muttersprachen Portugiesisch, Spanisch und Italienisch gezielt angeworben und angestellt.
1974 arbeiteten in allen vier Abteilungen der Katholischen Schule Bremerhaven 57 Lehrpersonen, Sozialpädagoginnen und Erzieherinnen. Diese betreuten insgesamt 1045 Schülerinnen und Schüler.
Aufgrund von wirtschaftlichen Unsicherheiten wurde 2003 der Gesamtverband als Träger abgelöst. Seitdem wird die Katholische Schule Bremerhaven von der Stiftung Katholische Schule in der Diözese Hildesheim getragen. 2007 wurde beschlossen, dass die Johannes-Schule sowie die Alfred-Delp-Schule geschlossen werden und durch die Neugründung einer Grundschule auf dem Gelände der Edith-Stein-Schule ersetzt werden sollten. 2010 ging diese als Grundschule Stella Maris in den Betrieb. 2016 sah sich das Bistum gezwungen erneut aus finanziellen Gründen, den Betrieb der Sankt-Ansgar-Schule einzustellen.
In Erinnerung an die Gründung der katholischen Schule in Alt-Bremerhaven feierte die katholische Schulen im Jahre 2010 mit allen Abteilungen ihr 100-jähriges Bestehen. Zu den Feierlichkeiten zählten neben dem einem Festakt mit Bischof Norbert Trelle ein Ehemaligentreffen, eine Sternwanderung aller Abteilungen zum Speckenbütteler Park, ein gemeinsames Sportfest sowie eine Musical-Vorführung im Theater im Fischereihafen.